# Parafia św. Stanisława Biskupa i Męczennika w Dobrzykowie
Parafia pw. Świętego Stanisława Biskupa i Męczennika w Dobrzykowie – parafia rzymskokatolicka, należąca do dekanatu gąbińskiego, diecezji płockiej, metropolii warszawskiej. 